# Castiglion Fiorentino
Castiglion Fiorentino là một đô thị và thị xã của Ý. Đô thị này thuộc tỉnh Arezzo trong vùng Toscana. Castiglion Fiorentino có diện tích km2, dân số theo ước tính năm 2005 của Viện thống kê quốc gia Ý là 12.502 người. 
Các đơn vị dân cư:
Đô thị Castiglion Fiorentino giáp với các đô thị: